# Feral Interactive
Feral Interactive es una compañía de videojuegos británica. Fue fundada a finales del año 1996, actualmente tiene su sede en Londres, y se ha establecido como una prominente distribuidora de videojuegos para macOS, Linux, dispositivos IOS, dispositivos Android y Nintendo Switch. Disfruta de relaciones con líderes de la industria como Take-Two, Square Enix, SEGA, Warner Bros. Interactive Entertainment, o Electronic Arts. Feral desarrolla y publica ports de los juegos más populares de estas compañías, como Shadow of the Tomb Raider, Total War: Warhammer II, Batman: Arkham City, Alien: Isolation o LEGO Marvel Super Heroes 2.
Feral pone a la venta los juegos que desarrolla en plataformas como Steam para MacOS y Linux, Mac App Store y su propia Tienda de Feral.
Desde 1996 hasta 2013, Feral solo publicó exclusivamente juegos para MacOS. En junio de 2014, Feral lanzó su primer videojuego para Linux, XCOM: Enemy Unknown. En noviembre de 2016, llegó su primer juego para dispositivos IOS, Rome: Total War para IPad. En noviembre de 2017, IPhone se uniría a la familia de sistemas con GRID Autosport, que también se lanzó para iPad. Desde entonces, la compañía se ha aventurado a la publicación de títulos tanto para dispositivos Android como para Nintendo Switch.

## Premios
En 2006, la versión para Mac OS de The Movies ganó un premio BAFTA al mejor videojuego de simulación (en todas las plataformas).
En 2012, la versión de Mac OS de Deus Ex: Human Revolution ganó un Apple Design Award como parte de la Mac Developer Showcase.

## Videojuegos publicados

### macOS
| - Alien: Isolation - Batman: Arkham Asylum - Batman: Arkham City - Game of the Year Edition - Battle Girl - Battlestations: Midway - Battlestations: Pacific - Bionicle - BioShock - BioShock 2 - BioShock Remastered - Black & White Platinum Pack - Black & White 2 - Black & White: Creature Isle - Borderlands: Game of the Year Edition - Brothers in Arms: Double Time - Castle of Illusion Starring Mickey Mouse - Championship Manager 3 - Championship Manager 4 - Championship Manager 00/01 - Championship Manager 01/02 - Championship Manager 03/04 - Championship Manager 99/00 - Chessmaster 9000 - Colin McRae Rally Mac - Commandos 2 - Commandos 3 - Company of Heroes 2 - Deus Ex: Human Revolution - Director's Cut - Deus Ex: Human Revolution - Ultimate Edition - Deus Ex: Mankind Divided - DiRT 2 - DiRT 3 Complete Edition - DiRT 4 | - Empire: Total War - Gold Edition - Empire: Total War Collection - Enemy Engaged - F1 2012 - F1 2013 - F1 2016 - F1 2017 - F1 Championship Season 2000 - Fable: The Lost Chapters - Ford Racing 2 - Ghost Master - GRID 2 Reloaded Edition - GRID Autosport - Hitman (videojuego de 2016) - Hitman: Absolution - Elite Edition - Imperial Glory - La LEGO Película, el Videojuego - La LEGO Película 2, el Videojuego - LEGO Batman 2: DC Super Heroes - LEGO Batman 3: Beyond Gotham - LEGO Batman - LEGO Batman - Lego DC Super-Villains - LEGO Harry Potter: Years 1–4 - LEGO Harry Potter: Years 5-7 - LEGO Indiana Jones 2: The Adventure Continues - LEGO Indiana Jones: The Original Adventures - LEGO Jurassic World - LEGO Marvel Super Heroes - LEGO Marvel Super Heroes 2 - LEGO Star Wars: The Complete Saga - LEGO Star Wars II: The Original Trilogy - LEGO Star Wars III: The Clone Wars - LEGO Star Wars: The Force Awakens | - LEGO The Hobbit - LEGO The Incredibles - LEGO The Lord of the Rings - Life Is Strange - Life Is Strange 2 - Life Is Strange: Before the Storm - Mad Max - Mafia II: Director's Cut - Max Payne - Medieval II: Total War - Middle-earth: Shadow of Mordor - Mini Ninjas - Napoleon: Total War - Gold Edition - Oni - Puzzler World - Race Driver 3 - GRID - Racing Days R - Rayman 3: Hoodlum Havoc - Rayman Origins - Republic: The Revolution - Rise of the Tomb Raider - Rome: Total War - Alexander - Rome: Total War - Gold Edition - Screen Studio - SEGA Superstars Tennis - Shadow of the Tomb Raider - Sheep - Sid Meier's Pirates! - Sid Meier's Railroads! - Sleeping Dogs: Definitive Edition - Sonic & Sega All Stars Racing - The Lord of the Rings: War in the North - Sim Theme Park / World - The Movies: Stunts and Effects | - The Movies: Superstar Edition - Thrones of Britannia: A Total War Saga - Tomb Raider (2013) - Tomb Raider: Anniversary - Tomb Raider: Underworld - Total Immersion Racing - Total War: Shogun 2: Fall of the Samurai\| - Total War: SHOGUN 2 Collection - Total War: Three Kingdoms - Total War: Warhammer - Total War: Warhammer II - Tropico 3: Gold Edition - Tropico 4: Gold Edition - Tropico - Warhammer 40,000: Dawn of War II - Warhammer 40,000: Dawn of War II – Chaos Rising - Warhammer 40,000: Dawn of War II – Retribution - Warhammer 40,000: Dawn of War III - Warrior Kings - Who Wants to Be a Millionaire - Worms 3D - Worms Blast - XCOM: Enemy Unknown - Elite Edition - XCOM: Enemy Unknown - The Complete Edition - XCOM 2 - XCOM 2: War of the Chosen - XIII - Zoombinis Island Odyssey |

### Linux
| - Alien: Isolation - Company of Heroes 2 - Deus Ex: Mankind Divided - Empire: Total War Collection - DiRT Rally - DiRT 4 - F1 2015 - F1 2017 - GRID Autosport | - Hitman 2016 - Life Is Strange - Life Is Strange 2 - Life Is Strange: Before the Storm - Mad Max - Medieval II: Total War - Middle-earth: Shadow of Mordor - Shadow of the Tomb Raider - Tomb Raider - Total War: Shogun 2: Fall of the Samurai | - Total War: SHOGUN 2 Collection - Total War: Three Kingdoms - Total War: Warhammer - Total War: Warhammer II - Warhammer 40,000: Dawn of War II - Warhammer 40,000: Dawn of War II – Chaos Rising - Warhammer 40,000: Dawn of War II – Retribution - Warhammer 40,000: Dawn of War III | - XCOM: Enemy Unknown - The Complete Edition - XCOM 2 - XCOM 2: War of the Chosen |

### iPad
- Company of Heroes
- GRID Autosport
- Rome: Total War
- Rome: Total War. Barbarian Invasion
- Rome: Total War. Alexander
- Tropico

### iPhone
- GRID Autosport
- Rome: Total War
- Rome: Total War. Barbarian Invasion
- Rome: Total War. Alexander
- Tropico

### Android
- GRID Autosport
- Rome: Total War
- Rome: Total War. Barbarian Invasion
- Rome: Total War. Alexander
- Tropico
- Company of Heroes
- Hitman: Blood Money Reprisal

### Nintendo Switch
- Alien: Isolation
- GRID Autosport